# Banjarejo (Guntur)
Banjarejo is een bestuurslaag in het regentschap Demak van de provincie Midden-Java, Indonesië. Banjarejo telt 3020 inwoners (volkstelling 2010).